# 化膿性汗腺炎
化膿性汗腺炎（かのうせいかんせんえん、英語: Hidradenitis suppurativa; HS ）は、反対型ざ瘡としても知られる、炎症を起こして腫れたしこりの発生を特徴とする長期の皮膚疾患。これらは一般に痛みを伴い、破れ、液体または膿を放出する。最も一般的に発症する領域は、腋窩、胸の下、および径部 。治癒後も瘢痕組織が残る。自意識過剰または抑うつが生じることがある。また、有棘細胞癌の発生母地となる可能性が指摘されている。
通常、正確な原因は不明で病原体は見つからず、遺伝的要因と環境的要因の組み合わせが関係していると考えられている 。この病気にかかっている人の約3分の1に、罹患した家族がいる。他の危険因子には、肥満と喫煙が含まれる。この状態は感染性ではなく、衛生状態や消臭剤の使用に関連していない 。根底にあるメカニズムは、アポクリン汗腺または毛包の機能障害のいずれかを含むと考えられている。症状に基づいて診断される。
既知の治療法はない 。温浴は、軽度の疾患の場合に試される。病変を切り開いて排出できるようにしても、大きな利点は無い 。抗生物質が一般的に使用されているが、その使用のエビデンスは乏しい。免疫抑制薬も試される。より重度の疾患がある場合は、レーザー治療または患部の皮膚を除去する手術を行うことがある。まれに、皮膚病変が皮膚がんになることがある。
1%から4%の人で罹患すると推定されている 。女性は男性よりも約3倍の頻度で罹患する。発症は典型的には若い成人期であり、50歳以降は一般的ではなくなる可能性がある。1833年から1839年の間にフランスの解剖学者アルフレッド・ベルポー（Alfred Velpeau）によって最初に記述された 。

## 原因
HSの原因は未だ不明で、専門家の間では提唱された原因について意見が分かれている。おそらく遺伝的要因と環境的要因の組み合わせに起因している。
病変は毛包のある身体領域で発生し、腋窩、径部、肛門周囲領域などで生じる。この理論には、以下の潜在的な指標のほとんどが含まれる： 
- 思春期後、HSを示す可能性が高くなる [10]
- 詰まったアポクリン （汗）腺または毛包
- 過度の発汗
- アンドロゲン機能不全
- 細胞構造を変える遺伝的障害
- より進行した症例の患者は、運動が耐えられないほど痛みを感じる場合があり、それが患者の肥満率を増加させる可能性がある。

この病気の歴史的な理解は、機能不全のアポクリン腺または機能不全の毛包 が腺の閉塞によって引き起こされ、炎症、痛み、腫れといった病変を引き起こすことを示唆している。

### トリガー要因
いくつかのトリガー要因を考慮に入れる必要がある：
- 肥満 [12]は、トリガー要因ではなく、悪化要因[13] で、機械的刺激、閉塞、および皮膚の浸潤（あせも）といった状態を起こす。
- タイトな服および通気性のない重い素材で作られた服。
- [14] 消臭剤、脱毛製品、患部の剃毛 –化膿性汗腺炎との関連は、研究者の間で現在も議論されている [15]。
- 薬物、特に経口避妊薬 [16] （すなわち、経口ホルモン避妊薬、「ピル」）およびリチウム [17]。
- 暑くて特に湿度の高い気候[18] （乾燥/乾燥気候はしばしば寛解を引き起こす）。

### 素因
- 遺伝的要因[13] ： 常染色体優性 遺伝パターンが提案されている[19]。
- 内分泌因子：性ホルモン、特に過剰なアンドロゲンが関与すると考えられているが、アポクリン腺はこれらのホルモンに敏感ではない [20]。女性は月経期以前および妊娠後に大発生することがよくある; HS重症度は通常、妊娠中および閉経後に低下する。

NCSTN、PSEN1、またはPSENEN遺伝子の突然変異に起因するケースがいくつか発見されている。これらの遺伝子は、ガンマ（γ）セクレターゼと呼ばれる複合体のすべての成分であるタンパク質を生成する。この複合体は多くの異なるタンパク質を切り離し（切断し）、これは、いくつかの化学シグナル伝達経路における重要なステップである。Notchシグナル伝達として知られるこれらの経路の1つは、毛包細胞や他のタイプの皮膚細胞の正常な成熟と分裂に不可欠である。Notchシグナル伝達は、通常の免疫系機能にも関与している。研究は、NCSTN、PSEN1、またはPSENEN遺伝子の変異が毛包のNotchシグナル伝達を損なうことを示唆してる。メカニズムについてはほとんど知られていないが、異常なNotchシグナル伝達は結節の発達を促進し、皮膚の炎症を引き起こすと思われる。

## 診断

### ステージ

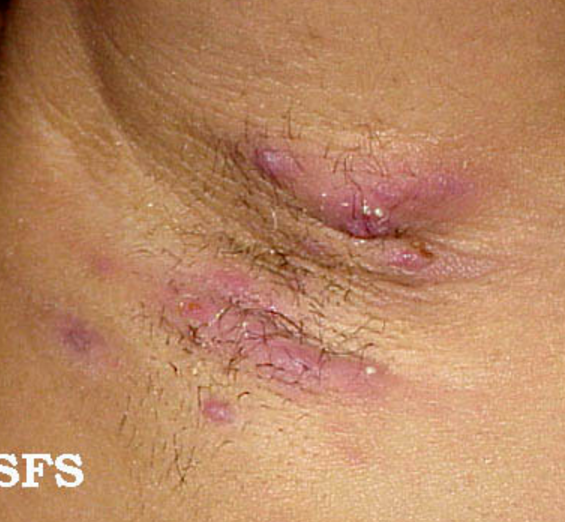
化膿性汗腺炎の症例

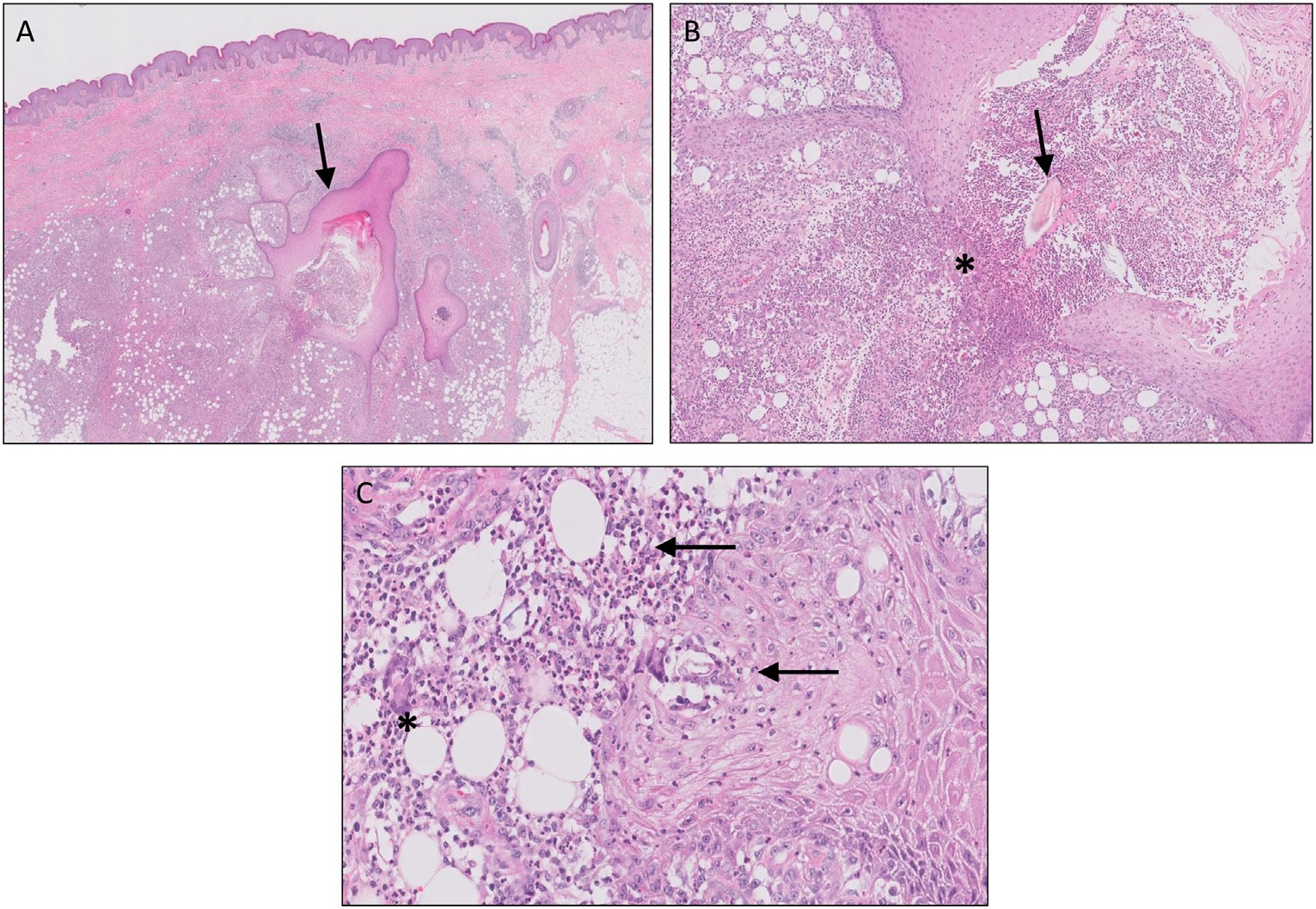
化膿性汗腺炎の顕微鏡写真。洞管[（A）、矢印]、活発な炎症、および破裂[（B）、*]毛包上皮の「浮遊」毛片[（B）、矢印]。続いて、多数の好中球の流入[（C）、矢印]および巨細胞との肉芽腫性異物反応[（C）、*]により、二次炎症反応が誘導される 。

HSは、3つの段階で現れる 。臨床的重症度の広いスペクトルと生活の質に対する深刻な影響のため、HS重症度を評価するための信頼できる方法が必要である。

#### ハーレーの病期分類システム
Hurley's staging systemは歴史的に提案された最初の分類系であり、皮膚/皮膚疾患 （すなわち、乾癬、HS、にきび ）の患者の分類にいまだに使用されている。ハーレーは、瘢痕形成と洞の存在と程度に大きく基づいて、患者を3つのグループに分けた。これは過去の臨床試験の基礎として使用されており、患者の治療にアプローチするための有用な基礎となる。これらの3つの段階は、ハーレーの病期分類システムに基づいており、単純で、患者の病変組織の主観的な範囲に依存している。化膿性汗腺炎のハーレーの3つの段階は次のとおり ：
| ステージ | 特徴 |
| -------- | --- |
| I        | 孤立または瘢痕化または洞路（まれな炎症を伴い、いくつかのマイナーなサイトのない複数の分離膿瘍形成は、にきびと間違われることも ）                                                                                               |
| II       | 洞形成を伴う再発性膿瘍、単一または複数の広く分離した病変。（頻繁な炎症により動きが制限され、切開やドレナージなどの小さな手術が必要になる場合がある ）                                                                         |
| III      | びまん性または複数の相互接続された洞路と膿瘍と領域にわたって幅広い関与（ ゴルフボール大または野球のボールサイズの炎症、瘢痕化を含む、皮下感染の広大。瘻を参照。明らかに、この段階の患者は機能することができない可能性がある） |

#### ザルトリウス病期分類システム
Sartorius staging systemはハーレーよりも洗練されている。ザルトリウスらは、Hurleyシステムは臨床試験での治療効果を評価するほど洗練されていないことを示唆した。この分類により、個々の患者の疾患の重症度をより動的に監視できる。この病期分類システムの要素は次のとおり ：
- 解剖学的領域（腋窩、径部、左または右の他の領域）
- 関与する病変の数と種類（膿瘍、結節、瘻孔 （実際には洞）、瘢痕、関与するすべての領域の病変のポイント）
- 病変間の距離、特に2つの関連病変間の最長距離（各領域の結節と瘻孔、または病変が1つだけ存在する場合のサイズ）
- 病変間の正常な皮膚の存在（すべての病変は正常な皮膚によって明確に分離されているか ）

上記の各カテゴリにポイントが蓄積され、追加され、部分的なスコアと合計スコアの両方が与えられる。さらに、ザルトリウスらは、痛みの視覚的アナログスケールを追加するか、HSを評価するときに皮膚科の生活の質の指標（DLQI、またはSkindex）を使用することを推奨している 。

## 治療
病期分類毎に治療方法は異なる。病気の性質が十分に研究されていないため、以下にリストされている薬物および療法の有効性は不明 。日本では2019年時点で診療治療ガイドラインは策定されていない。可能な治療法は次のとおり：

### ライフスタイル
温浴は、軽度の病気の人に試される。減量と禁煙も推奨される 。

### 薬剤
- 抗生物質 ：経口投与の場合、感染症を治療するためではなく、抗炎症特性のために使用される。最も効果的なのは、リファンピシンとクリンダマイシンの組み合わせを 2か月から3か月同時に投与すること。いくつかの一般的な抗生物質には、テトラサイクリン、ミノサイクリン、およびクリンダマイシンが含まれる。す[28]。クリンダマイシンの塗布は、二重盲検プラセボ対照試験で効果があることが示されている [29]。
- コルチコステロイド注射。病巣内ステロイドとしても知られていて、洞からの薬物の漏出を防ぐことができる場合、限局性疾患に特に有用。
- 抗アンドロゲン療法： スピロノラクトン、フルタミド、酢酸シプロテロン、エチニルエストラジオール、フィナステリド、デュタステリド、およびメトホルミンなどの抗アンドロゲン薬によるホルモン療法は、臨床研究で有効であることがわかっている[30][31][32]。ただし、利用可能なエビデンスの質は低く、現在、堅牢なエビデンスに基づく推奨事項を考慮していない。
- インフリキシマブやエタネルセプトなどの抗炎症（抗TNF-α ）薬の静脈内または皮下注射 [33]。これらの薬物の使用は、現在アメリカ食品医薬品局（FDA）によって承認されておらず、やや議論の余地があるため、保険でカバーされない場合がある。
- TNF阻害剤 ：研究により、さまざまなTNF阻害剤がHS病変に良い影響を与えることが裏付けられている [34]。特に、週間隔でのアダリムマブは有用 [35]。
- イソトレチノインの塗布は通常、HS患者には効果がなく、尋常性座瘡の治療薬としてより一般的に知られている。イソトレチノイン治療に反応したHSに罹患した個人は、より軽度の症状を示す傾向があった [36]。

### 手術
慢性の経過をとると、広範囲の外科的切除が選択される。患部の創傷は二次的な意図によって治癒することはなく、分厚い皮膚移植片の即時または遅延適用が選択肢となる 。別のオプションは、いわゆる穿孔器フラップで欠陥を覆うことである。この手法では、（ほとんど完全に切除された）欠陥は、近くの領域から「盗用した」生体組織で覆われる。たとえば、15×7 cmの完全に切除された欠陥がある腋窩は、いわゆるTAPフラップ（胸背動脈穿孔フラップ）で覆うことができる。

### レーザー脱毛
脱毛用の1064 ナノメートル 波長レーザーは、HSの治療に役立つ可能性がある。ランダム化された対照研究では、Nd：YAGレーザーを使用し、HS病変の改善が示されている。

## 予後
III期の疾患では、瘻孔が未発見、未診断、または未治療のままであるため、肛門または他の患部に扁平上皮がんが発生することはほとんどない 。他のIII期慢性後遺症には、貧血、多発性感染症、アミロイドーシス、関節症も含まれる場合がある。ステージIIIの合併症は敗血症を引き起こすことが知られているが、臨床データはまだ不明である。

### 潜在的な合併症
- 線維症と瘢痕による拘縮で、下肢と腋窩の可動性の低下が起こる。下肢に重度のリンパ浮腫が発生する場合がある。
- 局所および全身感染 （ 髄膜炎、気管支炎、肺炎など）が見られ、敗血症に進行することさえある。
- 間質性角膜炎
- 肛門、直腸、または尿道瘻孔 [41]
- 正常色性または低色性貧血 [42]
- 扁平上皮癌 ：これは、肛門性器領域の慢性化膿性汗腺炎でまれに発見されている [43]。このタイプの病変の発症までの平均時間は10年以上であり、腫瘍は通常非常に侵攻性。
- 肺と口腔の腫瘍は、おそらくこれらの患者の高レベルの喫煙と肝臓がんに関連している[44]
- 低タンパク血症とアミロイドーシスは、腎不全と死亡につながる可能性がある[45]
- 血清陰性で通常は非対称の関節症 ： 関節関節炎、多発性関節炎 / 多発関節痛症候群[46]

## 歴史
- 1833年から1839年までの一連の3つの出版物で、ベルポー（Alfred-Armand-Louis-Marie Velpeau）は、現在化膿性汗腺炎として知られている疾患を特定し、説明した [47]
- 1854年、ヴェルヌイユ（Aristide Auguste Stanislas Verneuil）は、化膿性汗腺炎をhidrosadénite Phlegmoneuseと表現した。このため、HSは別名「ヴェルヌイユ病」である[48]
- 1922年、シーファーデッカー（Schiefferdecker）は、「反対型ざ瘡」と汗腺の間の病原性の関連を仮定した [49]
- 1956年、ピルズベリー（Pillsbury）ら [50]は、化膿性汗腺炎、集簇性ざ瘡、および頭皮の解離性蜂巣炎の一般的な関連性のために、「濾胞閉塞3徴候（follicular occlusion triad）」という用語を作り出した。現代の臨床研究では、これらの状態の記述にピルズベリーの用語が依然として使用されている[51]
- 1975年、ピルズベリーの研究に従って、PlewigとKligmanは「にきび3徴候（acne triad）」を修正し、「にきび4徴候：にきび3徴候および毛包洞 」に置き換えた [52]。Plewigと Kligmanの研究はピルズベリーの足跡をたどり、化膿性汗腺炎に関連する症状をの説明した。
- 1989年、PlewigとStegerの研究により、化膿性汗腺炎の名前を「反対型ざ瘡（acne inversa）」と呼んだ。これは今日医学用語では使用されていないが、一部の個人はまだこの古い用語を使用している [53]

パリの外科医ベルポーは、1833年から1839年までの一連の3つの出版物で、表在性腋窩、乳腺下、肛門周囲膿瘍の形成を伴う異常な炎症プロセスを説明した。パリにいる彼の同僚の1人であるヴェルヌイユは、約15年後にhidrosadénite phlegmoneuse という用語を作り出した。この病気の名前は、汗腺の炎症が化膿性汗腺炎の主な原因であると考えられている「反対型ざ瘡」の元の病原性モデルを反映している。1922年、シーファーデッカーは、反対型ざ瘡とアポクリン汗腺の病原性の関連を疑った。1956年、ピルズベリーは、反対型ざ瘡の原因として毛包閉塞を仮定した。これは、集簇性ざ瘡および毛包周囲炎abscendens et suffodiens（頭皮の蜂窩織炎）を「にきび3徴候」としてグループ化した。Plewigと Kligmanは、にきび3徴候に別の要素を追加した。Plewigらは、この新しい「にきび4徴候」には、毛様洞に加えて元の「にきび3徴候」に見られるすべての要素が含まれていることに注目した。1989年に、PlewigとStegerは「反対型ざ瘡」という用語を導入した。これは、病気の濾胞源を示し、「ベルヌーイ病（Verneuil disease）」などの古い用語の代替となる。
| 著者                   | 年   | 調査結果                                           |
| ---------------------- | ---- | -------------------------------------------------- |
| ヴェルポー             | 1839 | 化膿性汗腺炎の最初の説明                           |
| ヴェルヌイユ           | 1854 | 「ヒドロサデナイト（Hidrosadénite phlegmoneuse）」 |
| ピルズベリー           | 1956 | にきび3徴候                                        |
| プレヴィヒ＆クリグマン | 1975 | にきび4徴候（にきび3徴候+毛様洞）                  |
| プレヴィヒ＆ステガー   | 1989 | 反対型ざ瘡                                         |

### 他の名前
化膿性汗腺炎は、文献や様々な文化で複数の名前で呼ばれている。これらのいくつかは、さまざまな病気、またはこの病気の特定の実例を記述するためにも使用される ：
- Acne conglobata 集簇性ざ瘡 –実際には同義語ではない–これは同様の経過をたどるが、胸部と背中の古典的なにきび領域に発生する
- Acne inversa 反対型ざ瘡–新しく提案された用語[54][55] で、広く支持されていない [56]
- Apocrine acne アポクリンにきび–アポクリン腺が主に関与しているという反証的な概念に基づく時代遅れの用語で、多くはアポクリン腺感染に遭っている
- Apocrinitis アポクリン炎–同じ論文に基づく別の古い用語
- Fox-den disease フォックスデン病–深いキツネの巣のような洞に由来する、医学文献では使用されない用語
- Hidradenitis supportiva–スペルミス
- Pyodermia fistulans significa –古風と見なされるようになった
- Verneuil's disease ヴェルヌイユ病– 1854年から1865年の、最も頻繁に障害に関連する結果を出した外科医の名に由来[57]

### 組織学
| 著者                       | 年   | 主な機能 |
| -------------------------- | ---- | --- |
| プレヴィヒ＆ステガー       | 1989 | 濾胞漏斗の初期角質増殖。細菌の超感染と卵胞破裂。結合組織の肉芽腫性炎症反応。アポクリンとエクリンの汗腺は二次的に関与する。 |
| ユー＆クック               | 1990 | 上皮が並んだ嚢胞と洞路、一部は毛幹を伴う。アポクリン汗腺の炎症は、腺エクリン汗腺や毛包をも炎症を起こしている場合のみ。     |
| ボーアとウェルテブレーデン | 1996 | 濾胞漏斗の原発性炎症。アポクリン汗腺は二次的に関与している。                                                               |

## 用語
化膿性汗腺炎はしばしば反対型ざ瘡と呼ばれるが、それはにきびの形態ではなく、閉じた瘻孔の存在や皮脂産生の増加などの、にきびの特徴を定義する核心を欠いている。